# NOFV-Oberliga 1990/1991
NOFV-Oberliga, tidigare DDR-Fußball-Oberliga, var sista säsongen av Östtysklands högstadivision i fotboll för herrar, bestod av 14 lag, och vanns av Hansa Rostock före Dynamo Dresden. Den 3 oktober 1990 återförenades Tyskland, men säsongen 1990/1991 gällde det att integrera det östtyska sriesystemet  med det alltyska. Lagens placering 1990/1991 avgjorde om lagen hamnade i Bundesliga, 2. Bundesliga, eller Oberliga kommande säsong.

## Poängtabell
| Nr | Lag                      | S  | V  | O  | F  | GM | IM | MS  | P  |
| -- | ------------------------ | -- | -- | -- | -- | -- | -- | --- | -- |
| 1  | Hansa Rostock            | 26 | 13 | 9  | 4  | 44 | 25 | +19 | 35 |
| 2  | Dynamo Dresden (RM)      | 26 | 12 | 8  | 6  | 48 | 28 | +20 | 32 |
| 3  | Rot-Weiß Erfurt          | 26 | 11 | 9  | 6  | 30 | 26 | +4  | 31 |
| 4  | Hallescher               | 26 | 10 | 9  | 7  | 40 | 31 | +9  | 29 |
| 5  | Chemnitzer               | 26 | 9  | 11 | 6  | 24 | 23 | +1  | 29 |
| 6  | Carl Zeiss Jena          | 26 | 12 | 4  | 10 | 41 | 36 | +5  | 28 |
| 7  | Lokomotive Leipzig       | 26 | 10 | 8  | 8  | 37 | 33 | +4  | 28 |
| 8  | Stahl Brandenburg        | 26 | 9  | 9  | 8  | 34 | 31 | +3  | 27 |
| 9  | Eisenhüttenstädter Stahl | 26 | 7  | 12 | 7  | 29 | 25 | +4  | 26 |
| 10 | FC Magdeburg             | 26 | 9  | 8  | 9  | 34 | 32 | +2  | 26 |
| 11 | FC Berlin                | 26 | 7  | 8  | 11 | 25 | 39 | −14 | 22 |
| 12 | Sachsen Leipzig (U)      | 26 | 6  | 10 | 10 | 23 | 38 | −15 | 22 |
| 13 | Energie Cottbus          | 26 | 3  | 10 | 13 | 21 | 38 | −17 | 16 |
| 14 | Frankfurter Viktoria (U) | 26 | 4  | 5  | 17 | 29 | 54 | −25 | 13 |

## Statistik

### Skytteligan
| Rank | Spelare          | Klubb          | Mål |
| ---- | ---------------- | -------------- | --- |
| 1    | Torsten Gütschow | Dynamo Dresden | 20  |
| 2    | Lutz Schülbe     | Hallescher     | 13  |
| 3    | Henri Fuchs      | Hansa Rostock  | 11  |
| 4    | Heiko Laeßig     | FC Magdeburg   | 10  |

## Kvalspel till 2. Bundesliga

### Grupp 1
| Nr | Lag               | S | V | O | F | GM | IM | MS | P |
| -- | ----------------- | - | - | - | - | -- | -- | -- | - |
| 1  | Stahl Brandenburg | 6 | 4 | 1 | 1 | 9  | 6  | +3 | 9 |
| 2  | FC Berlin         | 6 | 3 | 2 | 1 | 10 | 5  | +5 | 8 |
| 3  | Union Berlin      | 6 | 2 | 1 | 3 | 5  | 7  | −2 | 5 |
| 4  | FC Magdeburg      | 6 | 0 | 2 | 4 | 6  | 12 | −6 | 2 |

| Hemma \ Borta     | FCB | MAG | SB  | UB  |
| FC Berlin         | —   | 0–0 | 3–1 | 2–0 |
| FC Magdeburg      | 3–5 | —   | 2–3 | 1–1 |
| Stahl Brandenburg | 0–0 | 1–0 | —   | 2–1 |
| Union Berlin      | 1–0 | 2–1 | 0–2 | —   |

### Grupp 2
| Nr | Lag                      | S | V | O | F | GM | IM | MS  | P  |
| -- | ------------------------ | - | - | - | - | -- | -- | --- | -- |
| 1  | Lokomotive Leipzig       | 6 | 4 | 2 | 0 | 11 | 0  | +11 | 14 |
| 2  | Eisenhüttenstädter Stahl | 6 | 3 | 2 | 1 | 8  | 6  | +2  | 11 |
| 3  | Zwickau                  | 6 | 1 | 2 | 3 | 5  | 9  | −4  | 5  |
| 4  | Sachsen Leipzig          | 6 | 1 | 0 | 5 | 4  | 13 | −9  | 3  |

| Hemma \ Borta            | ES  | LL  | SL  | ZWI |
| Eisenhüttenstädter Stahl | —   | 0–0 | 3–0 | 2–2 |
| Lokomotive Leipzig       | 3–0 | —   | 4–0 | 0–0 |
| Sachsen Leipzig          | 1–2 | 0–1 | —   | 1–2 |
| Zwickau                  | 0–1 | 0–3 | 1–2 | —   |

## Östtyska mästarna
Östtyska mästarna Hansa Rostock tränades av Uwe Reinders.
| Nr | Land     | Pos | Namn                             |
| -- | -------- | --- | -------------------------------- |
|    | Tyskland | MV  | Daniel Hoffmann                  |
|    | Tyskland | MV  | Jens Kunath                      |
|    | Tyskland | F   | Bernd Arnholdt                   |
|    | Tyskland | F   | Gernot Alms                      |
|    | USA      | F   | Paul Caligiuri                   |
|    | Tyskland | F   | Thomas Gansauge                  |
|    | Tyskland | F   | Uwe Kirchner (till oktober 1990) |
|    | Tyskland | F   | Heiko März                       |
|    | Tyskland | F   | Axel Rietentiet                  |
|    | Tyskland | F   | Frank Rillich                    |
|    | Tyskland | F   | Jens Wahl                        |
|    | Tyskland | F   | Mike Werner (från januari 1991)  |

| Nr | Land     | Pos | Namn                 |
| -- | -------- | --- | -------------------- |
|    | Tyskland | MF  | Andreas Babenderende |
|    | Tyskland | MF  | Jens Dowe            |
|    | Tyskland | MF  | Thomas Finck         |
|    | Tyskland | MF  | Thomas Lässig        |
|    | Tyskland | MF  | Sven Oldenburg       |
|    | Tyskland | MF  | Axel Schulz          |
|    | Tyskland | MF  | Juri Schlünz         |
|    | Tyskland | MF  | Hilmar Weilandt      |
|    | Tyskland | A   | Henri Fuchs          |
|    | Tyskland | A   | Thomas Reif          |
|    | Tyskland | A   | Volker Röhrich       |
|    | Tyskland | A   | Florian Weichert     |

## Upplösning
Efter säsongen 1990/1991, upplöstes ligan, i samband med återföreningen av Tyskland. Lagen placerades i det alltyska seriesystemet efter följande modell: lag 1-2 kvalificerade sig för Fußball-Bundesliga och lag 3-6 för 2. Fußball-Bundesliga. Lag 7-12 fick kvala om platserna i 2. Bundesliga. Även vinnarna av NOFV-Liga (tidigare DDR-Liga) fanns med i kvalet. Playoffmatchernas förlorarlag, samt de tre sämst placerade lagen hamnade i NOFV-Oberliga.